# ソルト・リバー・フィールズ・アット・トーキング・スティック
ソルト・リバー・フィールズ・アット・トーキング・スティック（Salt River Fields at Talking Stick）は、アリゾナ州スコッツデールにある野球場である。アリゾナ・ダイヤモンドバックスとコロラド・ロッキーズの春季トレーニング施設として使われている。2011年にオープンし、収容人数は11,000人である。
2018年より2年間、北海道日本ハムファイターズが一軍の春季一次キャンプ地として使用する。